# روبرت في. ليفين
روبرت في. ليفين (بالإنجليزية: Robert V. Levine)‏ هو عالم نفس وأستاذ جامعي أمريكي، ولد في 25 أغسطس 1945 في بروكلين في الولايات المتحدة، وتوفي في 22 يونيو 2019.